# マツダスタジアムに行こう ウィークデーナイター
マツダスタジアムに行こう ウィークデーナイター（マツダスタジアムにいこう ウィークデーナイター）とは、2009年7月に、広島東洋カープと広島県の民間テレビ放送局（中国放送〔RCC〕・広島テレビ放送〔HTV〕・広島ホームテレビ〔HOME〕・テレビ新広島〔TSS〕）が共同で行った、プロ野球ナイター中継の企画である。
この項目では、2010年の7月から9月にかけて行われるマツダスタジアムに行こう カープ招待ナイターについても記述する。

## 概要
- 日本のテレビ放送は地上波・衛星放送とも2011年7月24日までにアナログ放送を終了し、デジタル放送へ一本化される。デジタル化へ向けた市民の関心を深めてもらうとともに、多くの市民に広島東洋カープが新本拠地として2009年から使用するMAZDA Zoom-Zoom スタジアム広島（マツダZoom-Zoomスタジアム広島／マツダスタジアム）へ観戦に来てもらおうという主旨で共同企画ナイターを実施した。

- 2010年度にはNHK広島放送局も加わり、「マツダスタジアムに行こう カープ招待ナイター」として、対象試合ごとに外野バルコニー席のチケットをペア100組200名にプレゼントするという企画が追加された。

## 2009年度

### 対象試合
- 7月14日・7月15日・7月16日　広島対横浜ベイスターズ
- 7月17日　広島対東京ヤクルトスワローズ

#### 担当局
- 7月14日　TSS（CX『カスペ!・嫁-1グランプリ 嫁芸人 vs 独身女芸人』は7月18日13:30～15:25に代替放送）
- 7月15日　HOME（EX『ナニコレ珍百景』・『今すぐ使える豆知識 クイズ雑学王』は7月18日13:00～15:00に代替放送）
- 7月16日　RCC（TBS『関口宏の東京フレンドパークII』は7月25日14:00～15:00に代替放送）
- 7月17日　HTV（読売ジャイアンツ対阪神タイガース戦中継〔NTV制作・全国ネット〕の差し替え）

それぞれの試合日ごとに担当局の「地デジ推進大使」に選ばれた女性アナウンサー・リポーターの代表1名ずつが始球式を務めた。

## 2010年度

### 対象試合
- 7月16日　広島対中日ドラゴンズ
- 8月18日　広島対東京ヤクルトスワローズ
- 9月14日、9月15日、9月16日　広島対中日ドラゴンズ

#### 担当局
- 7月16日　HTV
- 8月18日　HOME
- 9月14日　TSS
- 9月15日　NHK（BS1での放送）
- 9月16日　RCC